# Microtus longicaudus
Microtus longicaudus là một loài động vật có vú trong họ Cricetidae, bộ Gặm nhấm. Loài này được Merriam mô tả năm 1888.
Loài này được tìm thấy ở miền tây Bắc Mỹ. Chúng có tai ngắn và đuôi dài. Lông của chúng có màu nâu xám với phần dưới bụng màu xám nhạt. Chúng dài khoảng 18 cm với đuôi dài 8 cm và nặng khoảng 50 g.